# هارون ماكورماك
هارون ماكورماك (بالإنجليزية: Aaron McCormack)‏ هو شخصية أعمال بريطاني، ولد في 7 مايو 1971 في أوماه في المملكة المتحدة.